# Маслач, Марио
Марио Маслач (серб. Марио Маслаћ; род. 9 сентября 1990 года, Нови-Сад, Югославия) — сербский футболист, защитник.

## Карьера

### Клубная
Футбольную карьеру начал в 2008 году в клубе «Ветерник». Затем провёл 6 сезонов в сербском клубе «Борац» из Чачака. В сезоне 2011/2012 вышли в финал Кубка Сербии, где уступили «Црвене Звезде» (0-2), а в сезоне 2013/2014 выиграли Первую лигу Сербии и вышли в Супер-лигу.
В 2015 году временно уходил в хорватский клуб «Осиек», но вскоре вернулся в «Борац». 1 февраля 2017 года перешёл в сербскую «Войводину» и завоевал с ней бронзовые медали чемпионата Сербии по футболу. В июне 2017 года на год стал игроком казахстанского клуба «Иртыш» из Павлодара. Сыграл 13 игр во втором круге чемпионата. В квалификации Лиги Европы сыграл все 4 матча и забил гол болгарскому «Дунаву». Но в январе 2018 года Марио разорвал контракт с клубом.
В феврале 2018 года подписал контракт на полтора года с кипрским клубом «Пафос» и сразу отправился в аренду в латышский клуб «Рига», так как у обоих клубов — один хозяин. В составе «Риги» сыграл только 3 матча и во время летнего трансферного окна покинул клуб.
С 2019 года играл за клубы Македонии — «Беласица» и «Академия Пандев» из Струмицы. Весной 2020 года переходил в сербский «Раднички» (Ниш), но уже летом вернулся в «Академию».
Сезон 2021/22 провёл в чемпионате Индонезии за «ПСС Слеман» и помог сохраниться в лиге, покинул команду, так как не вписался в систему игры нового тренера Сето Нурдианторо.

### В сборной
В 2011 году пробовался в одной игре за молодёжную сборную Сербии (U21).

## Достижения

### Командные
«Войводина»
- Бронзовый призёр чемпионата Сербии(1): 2016/2017

## Личная жизнь
Является этническим хорватом.